# Campeonato Mundial de Atletismo em Pista Coberta de 2022 - Revezamento 4x400 m masculino
A prova dos 4 x 400 metros estafetas masculino do Campeonato Mundial de Atletismo em Pista Coberta de 2022 ocorreu no dia  20 de março na Belgrade Arena, em Belgrado, na Sérvia.

## Recordes
Antes desta competição, os recordes mundiais e do campeonato nesta prova eram os seguintes:
|                       | Nacionalidade  | Tempo     | Local           | Data                    |
| --------------------- | -------------- | --------- | --------------- | ----------------------- |
| Recorde mundial       | Estados Unidos | 3m 00s 77 | College Station | 10 de fevereiro de 2018 |
| Recorde do campeonato | Polónia        | 3m 01s 77 | Birmingham      | 4 de março de 2018      |

## Medalhistas
| Ouro                                                                                      | Prata                                                                   | Bronze |
| Bélgica · Julien Watrin · Alexander Doom · Jonathan Sacoor · Kevin Borlée · Dylan Borlée* | Espanha · Bruno Hortelano · Iñaki Cañal · Manuel Guijarro · Bernat Erta | Países Baixos · Taymir Burnet · Nick Smidt · Terrence Agard · Tony van Diepen · Isayah Boers · Jochem Dobber* |

* Competiram apenas nas eliminatórias

## Cronograma
Todos os horários são locais (UTC+1).
| Data        | Hora  | Evento  |
| ----------- | ----- | ------- |
| 20 de março | 11:10 | Bateria |
| 20 de março | 19:40 | Final   |

## Resultados

### Bateria
Qualificação: 1 atletas de cada bateria (Q) mais os 3 melhores qualificados (q).
| Posição | Bateria | Raia | Nacionalidade  | Atletas                                                                 | Tempo   | Notas                |
| ------- | ------- | ---- | -------------- | ----------------------------------------------------------------------- | ------- | -------------------- |
| 1       | 2       | 6    | Espanha        | Bruno Hortelano, Iñaki Cañal, Manuel Guijarro, Bernat Erta              | 3:06.98 | Q,                   |
| 2       | 2       | 5    | Chéquia        | Pavel Maslák, Vít Müller, Tadeáš Plaček, Patrik Šorm                    | 3:07.25 | q,                   |
| 3       | 1       | 5    | Bélgica        | Julien Watrin, Dylan Borlée, Alexander Doom, Kevin Borlée               | 3:07.43 | Q,                   |
| 4       | 3       | 6    | Países Baixos  | Isayah Boers, Nick Smidt, Jochem Dobber, Tony van Diepen                | 3:07.64 | Q,                   |
| 5       | 3       | 4    | Polónia        | Tymoteusz Zimny, Mateusz Rzeźniczak, Jacek Majewski, Kajetan Duszyński  | 3:07.90 | q,                   |
| 6       | 3       | 5    | Reino Unido    | Alex Haydock-Wilson, Ben Higgins, Samuel Reardon, Guy Learmonth         | 3:08.30 | q,                   |
| 7       | 2       | 4    | Irlanda        | Cillin Greene, Cathal Crosbie, Brian Gregan, Christopher O'Donnell      | 3:08.63 | Recorde nacional     |
| 8       | 1       | 6    | Estados Unidos | Noah Williams, Donavan Brazier, Amere Lattin, Isaiah Harris             | 3:09.11 | Recorde da temporada |
| 9       | 1       | 4    | Suécia         | Kasper Kadestål, Nick Ekelund-Arenander, Karl Wållgren, Erik Martinsson | 3:09.48 | Recorde da temporada |
| 10      | 1       | 3    | Nigéria        | Ifeanyi Ojeli, Sikiru Adeyemi, Timothy Emeoghene, Samson Nathaniel      | 3:09.55 | Recorde da temporada |
| 11      | 2       | 3    | Eslováquia     | Šimon Bujna, Patrik Dömötör, Matej Baluch, Miroslav Marček              | 3:09.79 | Recorde nacional     |
| 12      | 3       | 3    | Roménia        | Remus Niculita, Mihai Dringo, Denis Toma, Robert Parge                  | 3:13.11 |                      |
| 13      | 1       | 2    | Equador        | Katriel Angulo, Alan Minda, Anderson Marquinez, Steeven Salas           | DSQ     | TR17.4.3             |

### Final
A final ocorreu dia 20 de março às 19:40.
| Posição           | Raia | Nacionalidade | Atletas                                                                      | Tempo   | Notas                |
| ----------------- | ---- | ------------- | ---------------------------------------------------------------------------- | ------- | -------------------- |
| Medalha de ouro   | 5    | Bélgica       | Julien Watrin, Alexander Doom, Jonathan Sacoor, Kevin Borlée                 | 3:06.52 | Recorde da temporada |
| Medalha de prata  | 6    | Espanha       | Bruno Hortelano, Iñaki Cañal, Manuel Guijarro, Bernat Erta                   | 3:06.82 | Recorde da temporada |
| Medalha de bronze | 3    | Países Baixos | Taymir Burnet, Nick Smidt, Terrence Agard, Tony van Diepen                   | 3:06.90 | Recorde da temporada |
| 4                 | 1    | Polónia       | Tymoteusz Zimny, Mateusz Rzeźniczak, Maksymilian Klepacki, Kajetan Duszyński | 3:07.81 | Recorde da temporada |
| 5                 | 4    | Chéquia       | Patrik Šorm, Vít Müller, Tadeáš Plaček, Pavel Maslák                         | 3:07.98 |                      |
| 6                 | 2    | Reino Unido   | Ben Higgins, Alex Haydock-Wilson, Samuel Reardon, Guy Learmonth              | 3:08.30 | Recorde da temporada |

Legenda
| Recorde mundial       | Recorde mundial (World record)               |                       | Recorde africano                      | Recorde africano (African) |                                           | Q | Classificado por posição (Qualified) |
| Recorde do campeonato | Recorde do campeonato (Championship record)  | Recorde da América    | Recorde da América (Americas)         | q                          | Classificado por melhor tempo (Qualified) |   |                                      |
| Melhor marca do ano   | Melhor marca do ano (World leading)          | Recorde asiático      | Recorde asiático (Asian)              | DNS                        | Não largou (Did not start)                |   |                                      |
| Recorde nacional      | Recorde nacional (National record)           | Recorde europeu       | Recorde europeu (European)            | DNF                        | Não terminou (Did not finish)             |   |                                      |
| Recorde pessoal       | Recorde pessoal do atleta (Personal best)    | Recorde da Oceania    | Recorde da Oceania (Oceania)          | DSQ / DQ                   | Desclassificado (Disqualified)            |   |                                      |
| Recorde da temporada  | Recorde da temporada do atleta (Season best) | Recorde sul-americano | Recorde sul-americano (South America) | NM                         | Sem marca (No mark)                       |   |                                      |